# Nicholas Brendon
Nicholas Brendon Schultz (ur. 12 kwietnia 1971 w Los Angeles) – amerykański aktor.
Odtwórca roli Xandera z serialu Buffy: Postrach wampirów (1997–2003).

## Życiorys

### Wczesne lata
Urodził się w Los Angeles w Kalifornii, trzy minuty po narodzeniu swojego brata bliźniaka Kelly’ego Donovana jako syn agentki artystycznej Kathleen Ann „Kathy” (z domu Perrine) i konsultanta biznesowego Roberta W. „Boba” Schultza. Urodził się jako drugi z czterech chłopców, miał dwóch młodszych braci – Christiana i Kyle’a. Jego rodzina była pochodzenia niemieckiego, francuskiego i angielskiego.
W grudniu 2015, podczas wywiadu z doktorem Philem, Brendon ujawnił, że w dzieciństwie był molestowany przez nauczyciela muzyki, który trafił do więzienia w 1981 gdy miał około 10 lat.
Jako dziecko planował zostać zawodowym baseballistą i marzył o graniu w Los Angeles Dodgers, lecz w wieku 20 lat przeszkodziła mu w tym kontuzja. Zamiast tego zdecydował się zająć aktorstwem, aby przezwyciężyć swój problem z jąkaniem, który po raz pierwszy pojawił się w wieku siedmiu czy ośmiu lat. Uczęszczał do Chatsworth High School. Ukończył Pasadena City College. Chciał też studiować medycynę. Chwytał się różnych prac, w tym jako asystent hydraulika, dozorca weterynarii, doradca ds. opieki dziennej, kelner i asystent produkcji telewizyjnej Świat według Dave’a, zanim ostatecznie zaczął występować.

### Kariera
W 1993 pojawił się w jednym z odcinków sitcomu Fox Świat według Bundych (Married... with Children). W latach 1997–2003, przez sześć sezonów grał postać Xandera w serialu The WB Buffy: Postrach wampirów (Buffy the Vampire Slayer), za którą został trzykrotnie nominowany do nagrody Saturna (1998, 1999, 2000).
Po udziale w filmie Psycho Beach Party (2000) został rzecznikiem prasowym organizacji zajmującej się leczeniem ludzi jąkających się Stuttering Foundation of America (sam w przeszłości także miał problemy z jąkaniem).
W sitcomie Fox Kill grill (Kitchen Confidential, 2005–2006) u boku Bradleya Coopera wystąpił jako Seth Richman. W serialu Zabójcze umysły (Criminal Minds, 2007–2014) został obsadzony w roli analityka technicznego FBI, Kevina Lyncha.

## Życie prywatne
1 września 2001 zawarł związek małżeński z aktorką i scenarzystką Tressy DiFiglią, 30 maja 2006 ich związek zakończył się rozwodem. 5 października 2014 w Las Vegas poślubił Moondę Tee. Jednak 14 lutego 2015 doszło do rozwodu.
Brendon przez wiele lat zmagał się z depresją i alkoholizmem, co doprowadziło do wielu konfliktów z prawem, licznych aresztowań i kilku wyroków skazujących za niszczenie mienia, wandalizm, kradzież i przemoc domową.
W lutym i kwietniu 2015 na terenie Tallahassee na Florydzie oraz 3 października 2015 był aresztowany za pijaństwo w miejscu publicznym. 18 października 2016 został zatrzymany, a z raportu, który opublikował serwis RadarOnline, wynika, że Brendon dusił swoją ofiarę obiema rękami, a następnie rzucił nią o ścianę. Po krótkiej przerwie ponownie zaczął się awanturować i rozbijać różne przedmioty w mieszkaniu. W końcu wziął kawałek rozbitego szkła i próbował podciąć sobie żyły. Kiedy Brendon niszczył posiadłość, kobieta zadzwoniła po policję i uciekła. Brendon został potem zwolniony. W sierpniu 2021 Brendon został aresztowany za używanie fałszywego dokumentu tożsamości przy próbie zakupu leków na receptę. Został oskarżony o fałszowanie recept na substancję kontrolowaną oraz o odmowę ujawnienia się po zatrzymaniu przez funkcjonariusza policji podczas zdarzenia, które miało miejsce w Terre Haute w stanie Indiana.

## Filmografia
- 1993: Świat według Bundych (Married... with Children) jako chłopak z gangu Ray-Raya
- 1995: Dzieci kukurydzy III: Miejskie żniwa (Children of the Corn III: Urban Harvest) jako koszykarz
- 1997–2003: Buffy: Postrach wampirów (Buffy the Vampire Slayer) jako Alexander „Xander” Harris
- 2000: Psycho Beach Party jako Gwiezdny kot
- 2005–2006: Kill grill (Kitchen Confidential) jako Seth Richman
- 2006–2007: Amerykański smok Jake Long (American Dragon: Jake Long) jako Huntsboy No. 89 (głos)
- 2007: Ognisty przybysz (Fire serpent) jako Jake Relm
- 2007–2014: Zabójcze umysły (Criminal Minds) jako Kevin Lynch
- 2009: Bez śladu (Without a Trace) jako Edger
- 2010–2011: Prywatna praktyka (Private Practice) jako Lee McHenry
- 2012: W sercu Hollywood (Hollywood Heights) jako Dan Testa
- 2014–2015: Faking It jako Jackson Lee
- 2017: Redwood jako Vincent